# Hyssura bacescui
Hyssura bacescui là một loài chân đều trong họ Hyssuridae. Loài này được George & Negoescu-Vladescu miêu tả khoa học năm 1982.